# Hydriomena magnificata
Hydriomena magnificata là một loài bướm đêm trong họ Geometridae.